# Хоффман, Иоганн Георг Эрнст
Иоганн Георг Эрнст Хоффман (нем. Johann Georg Ernst Hoffmann; 25 апреля 1845, Берлин, Пруссия, — 18 января 1933, Киль, Германия) — немецкий семитолог и педагог.

## Биография
В 1864—1868 годах изучал классическую филологию и семитские языки в Берлине и Лейпциге, с 1868 года — в Гёттингене, где в 1870 году после научной командировки в Великобританию стал хабилитированным доктором.
С 1872 года — профессор восточных языков в кильском Университете имени Христиана Альбрехта.
С 1893 года — член-корреспондент Петербургской АН.

## Научное наследие
Издал большое количество арамейских и сирийских текстов с переводами и примечаниями.

### Труды
- De Hermeneuticis apud Syros. Berlin, 1868 (диссертация).
- De Hermeneuticis apud Syros Aristoteleis, adiectis textibus et glossario. Leipzig, 1869 (расширенная диссертация).
- Verhandlungen der Kirchenversammlung zu Ephesus am 22. August 449 aus einer syrischen Handschrift vom Jahre 535 übersetzt. Kiel, 1873.
- Syrisch-arabische Glossen. Band 1: Autographie einer Gothaischen Handschrift enthalten Bar Ali’s Lexikon von Alaf bis Mim. Kiel, 1874.
- Julianos der Abtrünnige. Syrische Erzählungen. Leiden, 1880.
- Auszüge aus syrischen Akten persischer Märtyrer. Übersetzt und durch Untersuchungen zur historischen Topographie erläutert. Leipzig, 1880.
- Opuscula Nestoriana syriace tradidit. Kiel, 1880.
- Über einige phönikische Inschriften. Leipzig, 1890.
- Hiob. Kiel, 1891.
- Aramäische Inschriften aus Nêrab bei Aleppo: Neue und alte Götter // Zeitschrift für Assyriologie und Vorderasiatische Archäologie. Band 11. 1896, S. 207—292.